# No Angels
A No Angels egy német popegyüttes, amely 2000-ben alakult. Németországot képviselte Disappear című számával a 2008-as Eurovíziós Dalfesztiválon, Belgrádban.

## Tagok
- Nadja Benaissa (2000–2010)
- Lucy Diakovska
- Sandy Mölling
- Jessica Wahls
- Vanessa Petruo (2000–2003)

## Albumok
- Elle’ments (2001) #1
- Now… Us! (2002) #1
- When the Angels Swing (2002) #9
- Pure (2003) #1 Christoph Brüx írta a zenét[1]
- The Best of No Angels (2003) #5
- Acoustic Angels (2004) #80
- Destiny  (2007) #4
- Very Best of No Angels (2008) -
- Welcome to the Dance (2009) #26

## Díjak

### 2001
- Bambi - Pop National
- Bravo Otto (Gold) - Superband Pop
- Comet - Best Act National
- Eins Live Krone - Best Newcomer
- Goldene Henne - Music
- Top of the Pops Award - Top Single Germany

### 2002
- Bravo Otto (Gold) - Superband Pop
- Comet - Viewer's Choice Award
- Echo (music award) - Best National Group - Rock/Pop* [2]
- ECHO - Best National Single - Rock/Pop
- Eins Live Krone - Best Band
- Radio Regebogen Award - Newcomer 2001
- World Music Awards - Best-selling German Act[3]

### 2003
- Bravo Otto (Gold) - Superband Pop
- Comet - Band National
- ECHO - Best National Videoclip
- Eins Live Krone - Best Single
- Goldene Kamera - Best Band
- NRJ Music Awards - Best German Song[4]

### 2007
- Bayrischer Musiklöwe - Best Comeback

### 2009
- Szenepreis - Song of the Year 2008 - national

### 2010
- Szenepreis - Song of the Year 2009 - national

## Kapcsolódó előadók
- Christoph Brüx
- Stephan Browarczyk
- Mirko von Schlieffen
- Alexandra Prince ...